# Overgangsklasse hockey dames 2015/16
Het seizoen 2015/16 van de Overgangsklasse hockey bij de dames ging van start op 6 september 2015 en duurde met uitzondering van de winterstop (29 november 2015 tot 6 maart 2016) tot 8 mei 2016. Vanuit de Eerste klasse promoveerden Almere, Venlo en Warande. Vanuit de Hoofdklasse degradeerde Wageningen in het voorgaande seizoen. Aan het eind van de reguliere competitie vonden de play-offs voor promotie en degradatie plaats.

## Ranglijst
OVK A
| pos | club        | gs | w  | g | v  | pnt | dv | dt | ds  |
| --- | ----------- | -- | -- | - | -- | --- | -- | -- | --- |
| 1.  | Groningen   | 22 | 16 | 6 | 0  | 54  | 56 | 28 | +28 |
| 2.  | Nijmegen    | 22 | 17 | 2 | 3  | 53  | 73 | 29 | +44 |
| 3.  | Union       | 22 | 14 | 2 | 6  | 44  | 53 | 32 | +21 |
| 4.  | Wageningen  | 22 | 12 | 4 | 6  | 40  | 54 | 30 | +24 |
| 5.  | HIC         | 22 | 11 | 3 | 8  | 36  | 43 | 38 | +5  |
| 6.  | Rotterdam   | 22 | 10 | 3 | 9  | 33  | 48 | 38 | +10 |
| 7.  | Leonidas    | 22 | 8  | 5 | 9  | 29  | 42 | 42 | 0   |
| 8.  | Almere      | 22 | 7  | 6 | 9  | 27  | 42 | 45 | -3  |
| 9.  | Craeyenhout | 22 | 7  | 3 | 12 | 24  | 35 | 55 | -20 |
| 10. | QZ          | 22 | 5  | 1 | 16 | 16  | 23 | 50 | -27 |
| 11. | Zwolle      | 22 | 3  | 2 | 17 | 11  | 34 | 67 | -33 |
| 12. | Warande     | 22 | 2  | 3 | 17 | 9   | 24 | 73 | -49 |

OVK B
| pos | club              | gs | w  | g  | v  | pnt | dv | dt | ds  |
| --- | ----------------- | -- | -- | -- | -- | --- | -- | -- | --- |
| 1.  | Were Di           | 22 | 12 | 6  | 4  | 42  | 44 | 29 | +15 |
| 2.  | Victoria          | 22 | 11 | 7  | 4  | 40  | 46 | 30 | +16 |
| 3.  | Huizen            | 22 | 10 | 8  | 4  | 38  | 36 | 24 | +12 |
| 4.  | Terriërs          | 22 | 10 | 6  | 6  | 36  | 42 | 33 | +9  |
| 5.  | Voordaan          | 22 | 10 | 5  | 7  | 35  | 38 | 24 | +14 |
| 6.  | HGC               | 22 | 7  | 8  | 7  | 29  | 34 | 34 | 0   |
| 7.  | Klein Zwitserland | 22 | 6  | 10 | 6  | 28  | 32 | 32 | 0   |
| 8.  | Tilburg           | 22 | 7  | 6  | 9  | 27  | 32 | 37 | -5  |
| 9.  | Rood-Wit          | 22 | 5  | 8  | 9  | 23  | 32 | 43 | -11 |
| 10. | Schaerweijde      | 22 | 5  | 7  | 10 | 22  | 24 | 34 | -10 |
| 11. | Venlo             | 22 | 6  | 3  | 13 | 21  | 25 | 48 | -23 |
| 12. | Eindhoven         | 22 | 3  | 6  | 13 | 15  | 31 | 48 | -17 |

### Legenda
| Kleur | Kwalificatie voor                                           |
| ----- | ----------------------------------------------------------- |
|       | Kampioen overgangsklasse, promotie naar hoofdklasse         |
|       | Promotie naar hoofdklasse via Play-offs                     |
|       | Play-offs om promotie naar de hoofdklasse                   |
|       | Play-offs tegen degradatie naar de eerste klasse            |
|       | Degradatie naar de eerste klasse na verlies in de Play-offs |
|       | Degradatie naar de eerste klasse                            |

## Play-offs promotie
Na de reguliere competitie werd het seizoen beslist door middel van play-offs om te bepalen wie er promoveert naar de Hoofdklasse 2016/17. Er wordt gespeeld volgens het best-of-three principe: ieder duel moet een winnaar opleveren, al dan niet via verlenging en eventueel shoot-outs). 
Groningen werd kampioen van de Overgangsklasse en promoveerde naar de Hoofdklasse. Nijmegen werd de beste nummer 2 en strijd samen met Were Di tegen de nummer de 10 en 11 uit Hoofdklasse dit seizoen. Zie voor het vervolg: Hoofdklasse hockey dames 2015/16#Promotie/degradatie play-offs
Play off kampioenschap Overgangsklasse
| Datum              | Wedstrijd           | Uitslag       | Scoreverloop                          | Scheidsrechters     |
| ------------------ | ------------------- | ------------- | ------------------------------------- | ------------------- |
| 11 mei 2016, 20:30 | Were Di - Groningen | 0 - 0         | ***Groningen wint na shoot-outs: 2-4. | X. Damen A. Whittet |
| 14 mei 2016, 12:30 | Groningen - Were Di | 1 - 0 (0 - 0) | 1-0 Klaartje de Bruin                 | K. Dollé L. Feuth   |

Play off nummer 2 Overgangsklasse
| Datum              | Wedstrijd           | Uitslag       | Scoreverloop | Scheidsrechters        |
| ------------------ | ------------------- | ------------- | --- | ---------------------- |
| 11 mei 2016, 20:30 | Victoria - Nijmegen | 2 - 1 (1 - 1) | 0-1 Ellemiek Koenders, 1-1 Joëlle Luijkx, 2-1 Daphne Voormolen                                                           | R. Rovers B. Vriens    |
| 14 mei 2016, 12:30 | Nijmegen - Victoria | 0 - 0         | ***Nijmegen wint na shoot-outs: 3-0.                                                                                     | J. Maakal D. Schippers |
| 15 mei 2016, 12:30 | Nijmegen - Victoria | 2 - 2 (0 - 1) | 0-1 Joëlle Luijkx, 1-1 Kirsten Klop, 1-2 Janneke van Leeuwen, 2-2 Tessa Schoenaker. ***Nijmegen wint na shoot-outs: 2-1. | G. van 't Hof L. Feuth |

Heren: 1981/82 · 1982/83 · 1983/84 · 1984/85 · 1985/86 · 1986/87 · 1987/88 · 1988/89 · 1989/90 · 1990/91 · 1991/92 · 1992/93 · 1993/94 · 1994/95 · 1995/96 · 1996/97 · 1997/98 · 1998/99 · 1999/00 · 2000/01 · 2001/02 · 2002/03 · 2003/04 · 2004/05 · 2005/06 · 2006/07 · 2007/08 · 2008/09 · 2009/10 · 2010/11 · 2011/12 · 2012/13 · 2013/14 · 2014/15 · 2015/16 · 2016/17 · 2017/18 · 2018/19

Dames: 1981/82 · 1982/83 · 1983/84 · 1984/85 · 1985/86 · 1986/87 · 1987/88 · 1988/89 · 1989/90 · 1990/91 · 1991/92 · 1992/93 · 1993/94 · 1994/95 · 1995/96 · 1996/97 · 1997/98 · 1998/99 · 1999/00 · 2000/01 · 2001/02 · 2002/03 · 2003/04 · 2004/05 · 2005/06 · 2006/07 · 2007/08 · 2008/09 · 2009/10 · 2010/11 · 2011/12 · 2012/13 · 2013/14 · 2014/15 · 2015/16 · 2016/17 · 2017/18 · 2018/19